# 박요한 (가수)
박요한은 대한민국의 가수다. 2021년 싱글 《나의 주 내 여호와》로 데뷔했다 

## 방송
- 우리소리 찬양한마당 (2022) - Top21

## 음반
- 나의 주 내 여호와 (2021)